# Pygophilie
Pygophilie (altgriechisch pygo πυγή (puge), deutsch ‚Schwanz‘, ‚Steiß‘, ‚Hinterteil‘, und φιλία philía, deutsch ‚Freundschaft‘, ‚Liebe‘, von φίλος philos, deutsch ‚Freund‘) ist eine Paraphilie. Sie bezeichnet die ausgeprägte sexuelle Neigung, die das Gesäß betrifft. Diese Vorliebe kann sexuelle Lust erzeugen, wenn ein Gesäß zur Schau gestellt, betrachtet, berührt oder auch geschlagen wird. Pygophilie hat – wie alle Paraphilien – keinen grundsätzlichen Krankheitswert, sondern nur dann, wenn sie bei der betroffenen Person mit Leidensdruck einhergehen oder nicht sozialverträglich sind, also die Gesellschaft schädigen.

## Die sexuelle Attraktivität des Gesäßes

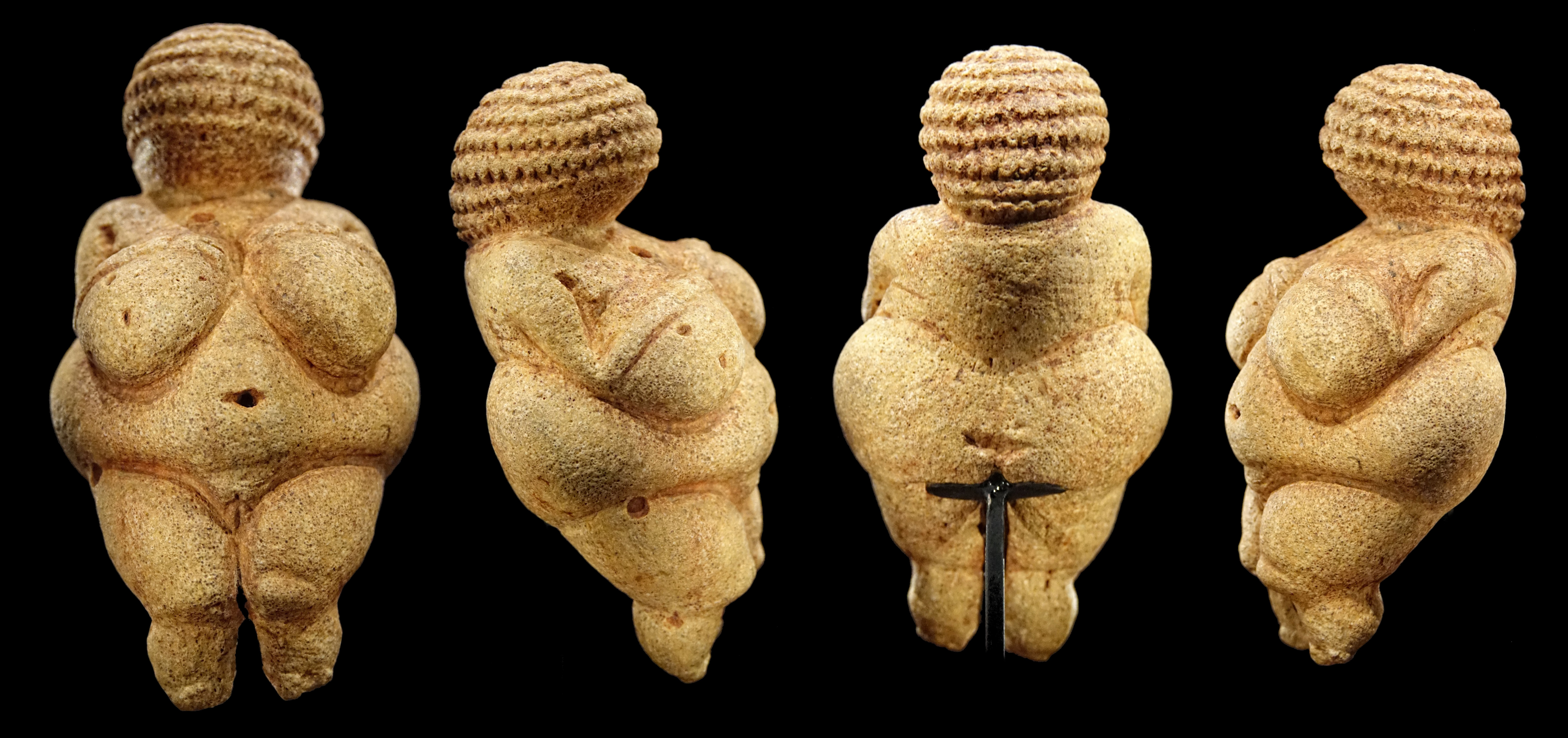
Venus von Willendorf

Altsteinzeitliche Venusfigurinen zeugen von der frühen Bedeutung der Hinterbacken für die sexuelle Attraktivität. Beispielsweise verfügt die Venus von Willendorf, deren Alter auf 29.500 Jahre datiert wird, über ein ausgeprägtes Gesäß – und ebenso über sehr große Brüste. Bei manchen Ethnien sind die weiblichen Gesäßbacken verstärkt als Geschlechtsmerkmal betont. Besonders bekannt dafür sind die Frauen der Völkerfamilie der Khoikhoi; in der Kolonialzeit bürgerte sich dafür die heute als rassistisch geltende Bezeichnung Hottentotten ein. Sie verfügen über eine übermäßige Fettanhäufung am Gesäß, auch Fettsteiß genannt oder als Steatopygie bezeichnet.
Bei den paläolithischen Venusfigurinen fällt die gleichzeitige Betonung von Brüsten und Gesäß auf. Desmond Morris sieht darin keinen Zufall: Weibliche Brüste hätten sich als Mimikry der Hinterbacken entwickelt, als die Unterseite des Menschen durch den aufrechten Gang zur Vorderseite wurde und es dennoch galt, schnell sexuelle Signale zu vermitteln.
Menschen zeigen also gerne ihre Hinterteile, betonen sie, stellen sie aus – und schauen dementsprechend darauf. Im 18. und 19. Jahrhundert betonten Frauen ihr Hinterteil künstlich durch aufbauschende Kleidung; es entstand der Cul de Paris. Heute haben Prominente mit ausladenden Hinterteilen wie Shakira oder Kim Kardashian Millionen von Fans. Zudem gibt es eine große Anzahl von chirurgischen Gesäßvergrößerungen: Über 370.000 waren es 2017 weltweit, in Deutschland immerhin 1.860; dazu kamen 1.874 Liftings der Hinterbacken. Diese Eingriffe hatten weltweit Zuwachsraten gegenüber 2016 zwischen 11 und 17 % (je nach Art).

## Betonen, Ausstellen und Anschauen des Gesäßes in der Kunst

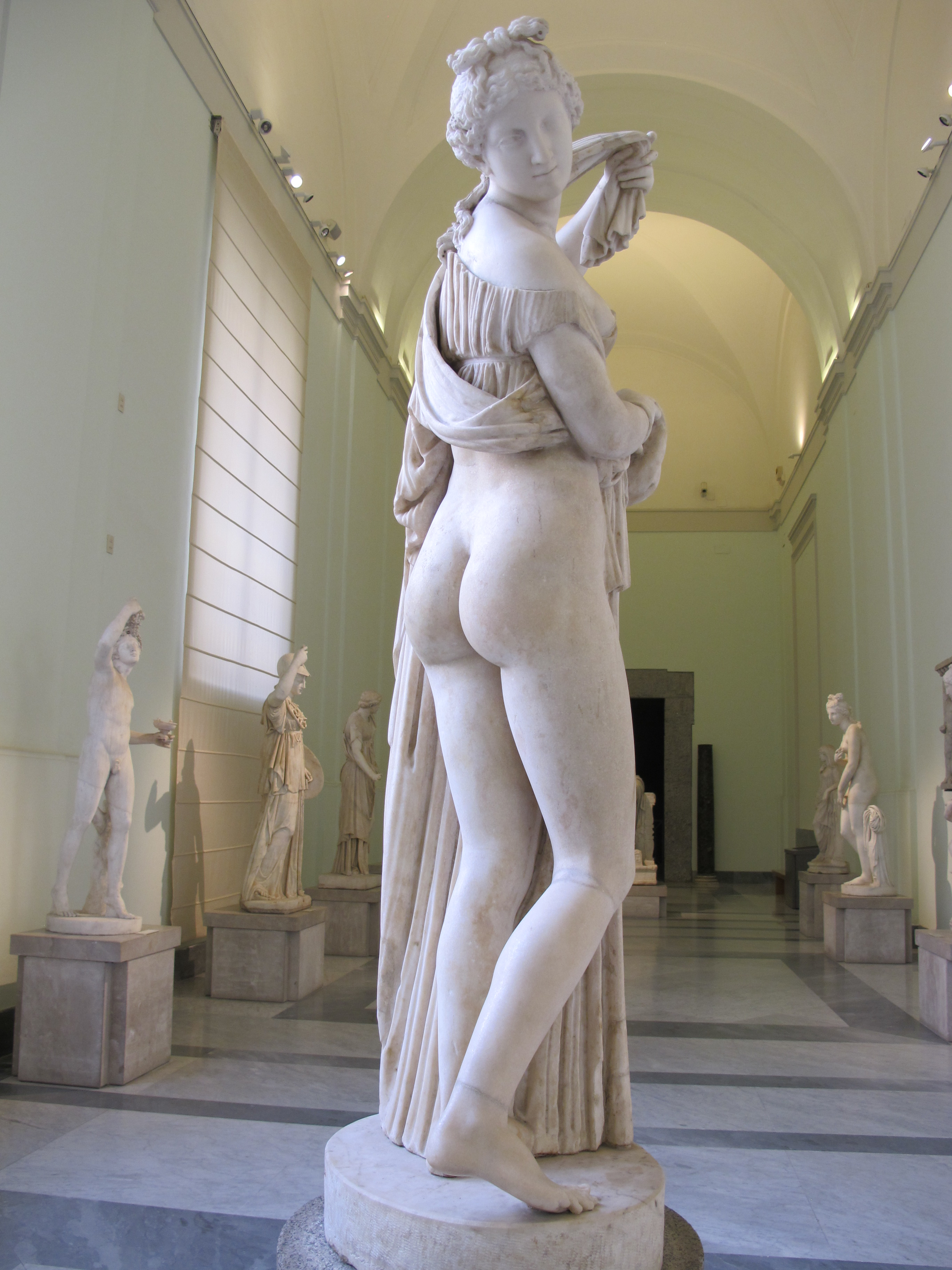
Aphrodite Kallipygos, hellenistische Statue im Archäologischen Nationalmuseum Neapel.

In der Kunst hat das Gesäß seit jeher eine Rolle gespielt. Die erotische Schönheit des weiblichen Gesäßes war schon im antiken Griechenland wichtig, zu sehen etwa bei der Aphrodite Kallipygos oder Venus Kallipygos genannt, mit der Bedeutung die mit schönem Hintern oder die Prachthintrige. Es handelte sich um den Beinamen der Aphrodite beziehungsweise der Venus, der für Statuen und Münzen verwendet wird, die sie nach hinten blickend darstellen. Das Gesäß ist dabei stark betont, und der Blick der Göttin, die als Venus Kallipygos extra die Bekleidung hochzieht, um das Hinterteil freizulegen, zeugt von besonderem Interesse an den Hinterbacken. Das erfolgt eventuell auch in einem kultisch-magischen Zusammenhang (Anasyrma), um Unheil abzuwenden. Seit der Erfindung der Fotografie wurde das Gesäß ebenfalls oftmals ins Zentrum des Betrachters gerückt. Ein Beispiel aus dem ausgehenden 20. Jahrhundert ist das Buch des französischen Fotografen Jeanloup Sieff.
Darstellungen von erotischer Prügelstrafe machen einen großen Teil der viktorianischen Pornografie aus. Heute fasst man erotische Praktiken, die auch Schlagen auf das Hinterteil (auch als Spanking bekannt) enthalten können, als BDSM zusammen. In den 1960er Jahren erreichte die BDSM-Thematik – und damit auch erotisches Spanking – mit Filmen wie Die Geschichte der O und Venus im Pelz ein großes Publikum. Ein besonderer kommerzieller Erfolg war 1986 der Film 9½ Wochen. 2011 und 2012 schrieb die britische Autorin E. L. James die erotische Roman-Trilogie Shades of Grey, ein Bestseller. Die Verfilmung des ersten Teils erschien 2015. Der zweite Teil, Fifty Shades of Grey – Gefährliche Liebe kam am 9. Februar 2017 in die Kinos. 2018 folgte der 3. Teil als Fifty Shades of Grey – Befreite Lust.

## Schläge auf das Gesäß als Körperstrafe und Sexualpraktik
In etlichen Kulturen wurde das Gesäß auch als primäres Ziel für die körperliche Bestrafung verwendet, da dessen Unterhautfettschicht Schutz vor ernsten Verletzungen bietet und dennoch das Zufügen von Schmerzen erlaubt. Eine gesteigerte Vorliebe für das Gesäß und das Interesse an sexueller Befriedigung kann als erotisierende Handlung ebenfalls zu Hieben führen. Für solch ein erotisches Spanking gibt es bereits Nachweise im Altertum. Die wohl früheste Darstellung erotischen Spankings findet sich im etruskischen Tomba della Fustigazione (Grab der Züchtigung). Das Grab wird an das Ende des 6. vorchristlichen Jahrhunderts datiert. Es handelt sich um eine ca. 4 × 4 Meter große, ausgemalte Gruft, die 1960 entdeckt wurde. Eine Szene auf der rechten Wand gab dem Grab seinen Namen: Auf dieser Wand sind eine Frau und zwei Männer beim Liebesspiel dargestellt, wobei die Frau vorgebeugt ist und von dem einen Mann mit einer Rute, von dem anderen mit der Hand geschlagen wird. Das Schlagen könnte ritueller Natur gewesen sein. Erotische Szenen wie diese hatten den apotropäischen Zweck, Dämonen vom Grab fernzuhalten.

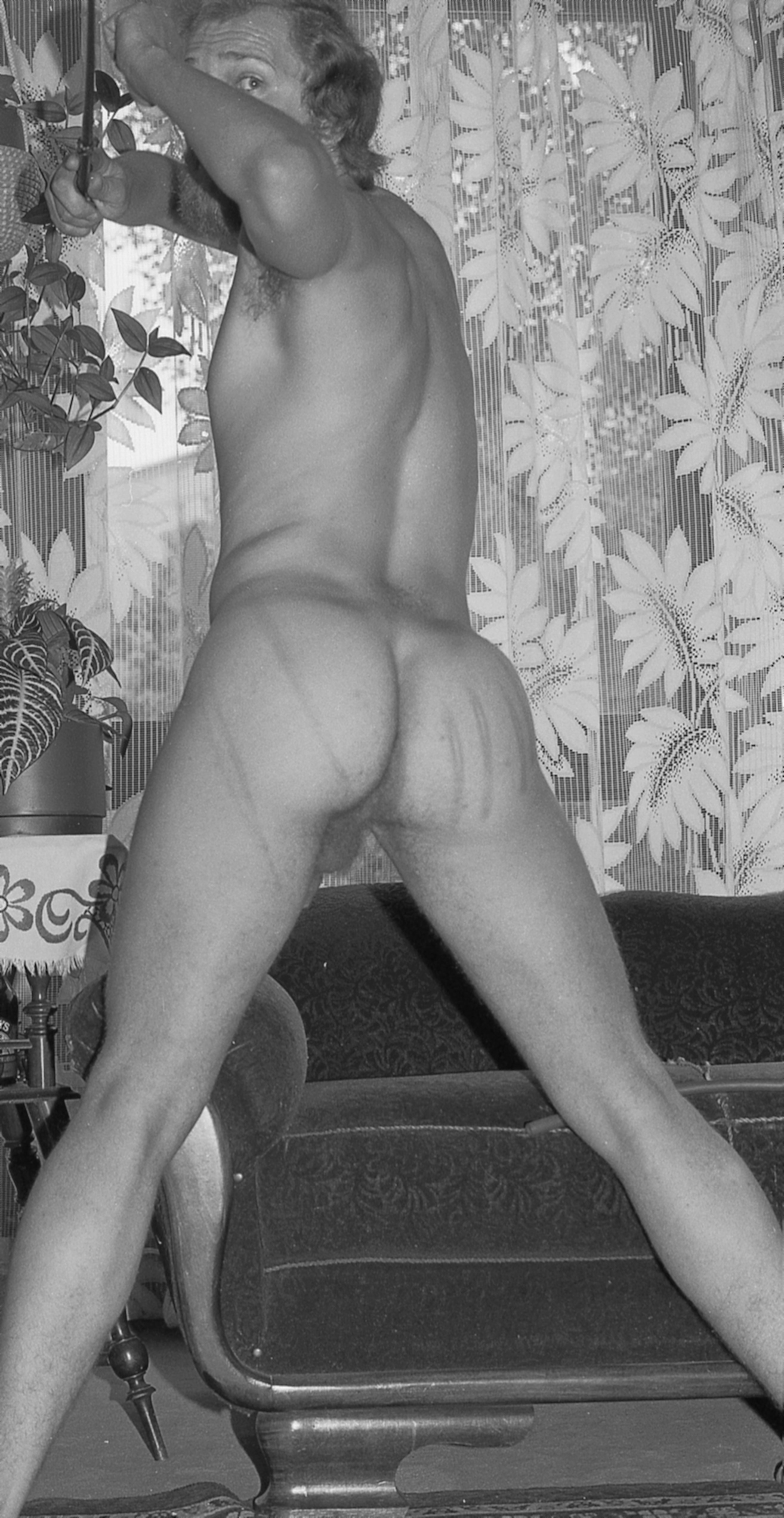
Schläge auf das Gesäß als Sexualpraktik.

## Ursachen für pygophiles Verhalten
Als pygophil werden nur entsprechend veranlagte Menschen bezeichnet. Diese sexuelle Ausprägung hat evolutionär jedoch tiefere Wurzeln. Sie ist bereits bei Affen anzutreffen und steigert dort ihre sexuelle Aktivität. Beim Menschen entzieht sich die Pygophilie wie auch bei anderen Paraphilien einer vollständigen Erklärung. Die Komplexität des Systems Mensch-Umwelt-Erfahrung-Erziehung ist so hoch, dass sich die Medizin den meisten Bereichen durch Wahrscheinlichkeiten und Hinweise nähert; evidenzbasierte Medizin hat seit den 1990er Jahren an Bedeutung gewonnen. Es gibt allerdings genetische und molekulare Mechanismen, die für das Auftreten von bestimmten Sexualverhalten und speziell der Pygophilie diskutiert werden können, obwohl selbst bei der Homophilie nicht einzelne verursachenden Gene gefunden wurden.
Zumindest in dem Bereich, wo es durch Schläge auf das Gesäß auch Verbindungen zu Schmerzempfindungen gibt, lassen sich molekulare Mechanismen als Faktoren für darauf bezogenes sexuelles Verhalten finden. Eltern geben Informationen nicht nur über die DNA-Sequenz, sondern eben auch epigenetisch mit den Spermien und Eizellen an ihre Nachkommen weiter, über biologische Faktoren, die die DNA regulieren. Bei Menschen hat man dies noch nicht nachgewiesen, aber bei Mäusen. Schweizer Forscher zeigten, dass ein Trauma in der Kindheit tatsächlich lebenslang die Zusammensetzung des Blutes beeinflusst und dass diese Veränderungen auch an die Nachkommen vererbt werden. Andere Forscher fanden heraus, dass der Neurotransmitter Dopamin über seine Aufgabe als Signalüberträger hinaus eine epigenetische Funktion hat. Bei Ratten stellte man fest, dass Dopamin das Drogensuchtverhalten kontrollieren kann. Langfristiger Kokainkonsum verändert neuronale Schaltkreise in der Belohnungsbahn des Gehirns. Dazu müssen Gene ein- und ausgeschaltet werden, um die notwendigen Proteine zu erzeugen – ein epigenetischer Prozess.
Dopamin spielt auch bei der Schmerzempfindung eine wichtige Rolle. Demnach bilden sich bei Kindern, die öfters Körperstrafen erhielten, in einem bestimmten Hirnareal weniger Dopaminrezeptoren aus. Das Dopaminsystem ist eng verbunden mit Lustempfindung. Normalerweise soll das Dopaminsystem also vielfältig aktivierbar sein. Kinder, die öfters geschlagen werden, entwickeln aber einen Dopaminrezeptor-Mangel, sodass ihr Lustsystem empfänglich für stärkere Reize wird. Eine wissenschaftliche Befragung von 152 Personen, die für sich Praktiken des Sadomasochismus reklamierten – bei dem Spanking ein Teilgebiet darstellt –, ergab, dass 22 % als Kind missbraucht oder mit Gegenständen geprügelt worden waren. 78 % allerdings gaben an, dieses Interesse von sich aus (intrinsisch) oft schon in Kindes- und Jugendjahren entwickelt zu haben. Als Gründe für ihr Erwachsenenverhalten gaben in derselben Studie von diesmal 227 Befragten 46 % an, das Spielen mit zwischenmenschlicher Gewalt zu mögen (Dominanz, Unterwerfung). 37 % wollten schmerzhafte Reize. Dabei unterschieden sie durchaus zwischen „gutem Schmerz,“ etwa durch die Peitsche eines Partners/einer Partnerin und „schlechtem Schmerz“ (etwa Zehen anstoßen). 18 % gaben als bevorzugte Methode für die Schmerzempfindung Spanking an.
Schließlich gibt es für eine Vorliebe von schmerzbehafteten Spielen mit dem Gesäß die Annahme, dass das Gehirn dann Endorphine ausschüttet. Wenn man deutlich und häufig Schläge bekommt – was dann zu ebenso häufigen und intensiven Endorphinausbrüchen führt –, kann sich eine Sucht beispielsweise nach Hieben auf die Gesäßbacken und der damit einhergehenden Endorphinausschüttung ergeben. Mit der Zeit verbinden sie die Hiebe mit nicht nur angenehmen, sondern auch erotischen Gefühlen.
Cortisol ist ein Hormon, das dem Körper hilft, sich auf Kampf, Flucht oder Erstarren bei Gefahr vorzubereiten. Kinder, die geschlagen werden, haben keine Möglichkeit zu fliehen oder zu kämpfen – sie müssen sich dem Schmerz und der Gewalt unterwerfen. Körperliche Züchtigung löst die Ausschüttung von Cortisol aus. Wiederholte Cortisolerhöhungen können es leichter machen, Gefahren und Schmerzen auszuhalten. Das kann auch dazu führen, dass man als Erwachsener gewaltassoziierte Kindheitserlebnisse verharmlost. Forscher fanden bei einer Gruppe von Mädchen, die körperliche Gewalt erfahren hatten, nicht die zu erwartende Cortisolerhöhung. Stattdessen wiesen sie einen Anstieg von Oxytocin auf, das den Blutdruck und den Cortisolspiegel im Blut senkt, sedierend sowie schmerzstillend wirkt und zu verbesserter Wundheilung führen kann. Forschungsergebnisse deuten darauf hin, dass Oxytocin durch Einwirkung auf die sogenannte HPA-Achse (hypothalamic-pituitary-adrenocortical axis) die Auswirkung von Stress verringert.
Nicht zuletzt gibt es auch unmittelbare Verbindungen zwischen dem Gesäß und den Sexualorganen. Nervenbahnen, die durch die untere Wirbelsäule verlaufen, übertragen sensorische Empfindungen zum und vom Gesäß und den Genitalien. Es wird vermutet, dass diese Nerven eine Region stimulieren können, wenn die andere gereizt wird. Es gibt auch ein Gesäß und Genitalien verbindendes Blutgefäß im Beckenbereich, die Arteria iliaca communis. Wenn sich etwa beim Peitschen Striemen auf den Gesäßbacken bilden, strömt das dazu notwendige Blut auch durch diese Arterie.